# بینوایان: دختری به نام کوزت
بینوایان: دختری به نام کوزت (به ژاپنی: レ・ミゼラブル 少女コゼット) (به روماجی: Les Misérables: Shōjo Cosette) یک مجموعه تلویزیونی انیمه ژاپنی ۵۲ قسمتی است که توسط استودیوی نیپون انیمیشن ساخته شده است. پخش آن از ۷ ژانویه ۲۰۰۷ در شبکه فوجی تلویژن آغاز شد و تا ۳۰ دسامبر ۲۰۰۷ ادامه داشت. نام این مجموعه از رمان مشهور بینوایان اثر ویکتور هوگو گرفته شده است که روایت‌کنندهٔ فرانسهٔ قرن ۱۹ است.

## داستان
داستان که بر اساس رمان بینوایان اثر ویکتور هوگو نوشته شده است به شرح بی‌عدالتی‌های اجتماعی در قرن نوزدهم میلادی می‌پردازد.

## پخش در ایران
این مجموعه در سال ۱۳۹۶ توسط گروه دوبلاژ آباندا دوبله و پخش آن را شبکه پویا به سفارش صدا و سیمای جمهوری اسلامی ایران عهده‌دار بود.
صداپیشگان این اثر نرگس پناهی، علی ضمیری، محمدرضا صولتی، محمدرضا لبیب، نسیم رضایی، مجید داوودی، فرزانه امیدوار، رؤیا وثوقیان، رضا باقری، افسانه حسینی، مجتبی شفیعی، مهران ولی‌زاده، فرشا دقاسمی، علی زکریایی، رضا رجب‌زاده، طاها بذرافشان، مهشید مولانژاد، پرستش سلطانی، زهرا پناهی استخری، زینب خداوردی، منصوره خداوردی، زهرا خداوردی، فاطمه فهمیده، پرنیان عظیم‌زاده، کریم جشنی، سارا سراجی، ویدا ضمیری، نوشین نوروز زاده، الهه عبداللهیان، شیلا ترابی و آناهید نبوی‌نژاد بوده‌اند.
آهنگ‌های آغازین و پایانی این مجموعه به فارسی برگردانده و بسیار محبوب شد. آهنگ آغازین با نام «زندگی» و آهنگ پایانی با نام «مادر» با اشعاری از احسان منصوری توسط گروه هم‌خوانان کوثر اجرا شد.